# Teodoro Paleologo di Montferrato
Teodoro Paleologo di Montferrato, le cardinal de Monferrato ou en français Le Cardinal Théodore Paléologue de Montferrat  (né à Casale Monferrato au Piémont, le 14 août 1425, et mort à Asti, le 21 janvier 1484) est un cardinal du XVe siècle.

## Biographie
Teodoro Paleologo di Montferrato est le fils du marquis Jean Jacques de Montferrat et de Jeanne, la fille d'Amédée VII de Savoie. Il est doyen de l'église de S. Maria di Saluzzo, protonotaire apostolique et abbé commendataire de S. Maria di Lucedo. 
Sur demande de son beau-frère Jean II de Lusignan, le roi de Chypre, il est créé cardinal. Palelogo est créé cardinal par le pape Paul II lors du consistoire du 18 septembre 1467. Le cardinal est élu évêque de Casale en 1475. Le cardinal Paleologo participe au conclave de 1471 (élection de Sixte IV).